# Diponthus paulista
Diponthus paulista is een rechtvleugelig insect uit de familie Romaleidae. De wetenschappelijke naam van deze soort is voor het eerst geldig gepubliceerd in 1939 door Rehn. Zoals de naam aangeeft, komt deze soort voor in de Braziliaanse deelstaat São Paulo.